# Albrecht VII van Mecklenburg-Güstrow
Albrecht VII van Mecklenburg bijgenaamd de Schone (Wismar, 25 juli 1486 - Schwerin, 5 januari 1547) was van 1503 tot 1520 hertog van Mecklenburg en van 1520 tot aan zijn dood hertog van Mecklenburg-Güstrow. Hij behoorde tot het huis Mecklenburg.

## Levensloop
Albrecht VII was de derde en jongste zoon van hertog Magnus II van Mecklenburg en diens echtgenote Sophia, dochter van hertog Erik II van Pommeren. 
Na de dood van zijn vader in 1503 erfde hij samen met zijn oudere broers Hendrik V en Erik II het hertogdom Mecklenburg, in gezamenlijke regering met hun oom Balthasar. Balthasar stierf in 1507 en Erik II in 1508, beiden zonder erfgenamen, waarna Hendrik V en Albrecht VII in het bezit kwamen van het gehele hertogdom.
Aanvankelijk regeerden beide broers samen, maar op 7 mei 1520 sloten Albrecht en Hendrik het Verdrag van Neubrandenburg. Dit verdrag verdeelde het hertogdom Mecklenburg in twee afzonderlijke hertogdommen: het hertogdom Mecklenburg-Schwerin dat naar Hendrik V ging en het Mecklenburg-Güstrow dat Albrecht VII kreeg. Terwijl Hendrik V de beginnende Reformatie ondersteunde, deed Albrecht VII er alles aan om de vooruitgang van de Reformatie tegen te houden, wat hem echter niet lukte.
Tijdens de Gravenvete, een Deense burgeroorlog die woedde tussen 1534 en 1536, kreeg Albrecht VII door de alliantie van verschillende partijen die de stad Lübeck had gevormd de kroon van Denemarken geboden. Samen met de alliantie nam Albrecht VII in april 1535 de stad Kopenhagen in. Vervolgens begon koning Christiaan III van Denemarken Kopenhagen te belegeren, waarna Albrecht VII in juli 1536 capituleerde en zijn aanspraken op Denemarken opgaf. In 1543 probeerde Albrecht II tevergeefs koning van Zweden te worden door de opstand van Nils Dacke in Småland en het zuiden van Östergötland te steunen, maar dit mislukte.
In januari 1547 stierf Albrecht VII op 60-jarige leeftijd.

## Huwelijk en nakomelingen
Op 17 januari 1524 huwde hij met Anna van Brandenburg (1507-1567), dochter van keurvorst Joachim I Nestor van Brandenburg. Ze kregen tien kinderen:
- Magnus (1524), jong gestorven
- Johan Albrecht I (1525-1576), hertog van Mecklenburg-Güstrow en hertog van Mecklenburg-Schwerin
- Ulrich (1527-1603), hertog van Mecklenburg-Güstrow
- George (1529-1587)
- Anna (1533-1602), huwde in 1566 met Gotthard Kettler, hertog van Koerland
- Lodewijk (1535), jong gestorven
- Johan (1536), jong gestorven
- Christoffel (1537-1592), hertog van Mecklenburg-Gadebusch
- Sophia (1538), jong gestorven
- Karel I (1540-1610), hertog van Mecklenburg-Güstrow